# Maria Josefa Karolina Brader
Maria Josefa Karolina Brader Zahner, in religione Maria Carità dello Spirito Santo (Kaltbrunn, 15 agosto 1860 – Pasto, 27 febbraio 1943), è stata una religiosa svizzera, fondatrice della congregazione delle suore francescane di Maria Immacolata. È stata beatificata da papa Giovanni Paolo II nel 2003.

## Biografia
Fu educata dalle cappuccine claustrali del terz'ordine regolare di San Francesco nel monastero di Maria Hilf a Altstätten e nel 1881 entrò nella comunità come religiosa.
Assieme alla superiora del convento, Maria Bernarda Bütler, accolse l'invito del vescovo missionario di Portoviejo, il lazzarista Pietro Schumacher, di trasferirsi in Ecuador.
Nel 1893, su invito del vescovo di Pasto, dall'Ecuador la Brader si trasferì in Colombia e a Túquerres diede inizio a una nuova congregazione di suore insegnanti cappuccine, dette Francescane di Maria Immacolata.
Morì nel 1943.

## Il culto
Il 28 giugno 1999 papa Giovanni Paolo II ha decretato le sue "virtù eroiche" riconoscendole il titolo di venerabile.
Lo stesso pontefice l'ha proclamata beata in Piazza San Pietro a Roma il 23 marzo 2003.
La sua memoria liturgica ricorre il 27 febbraio (dies natalis).